# 景德镇陶瓷

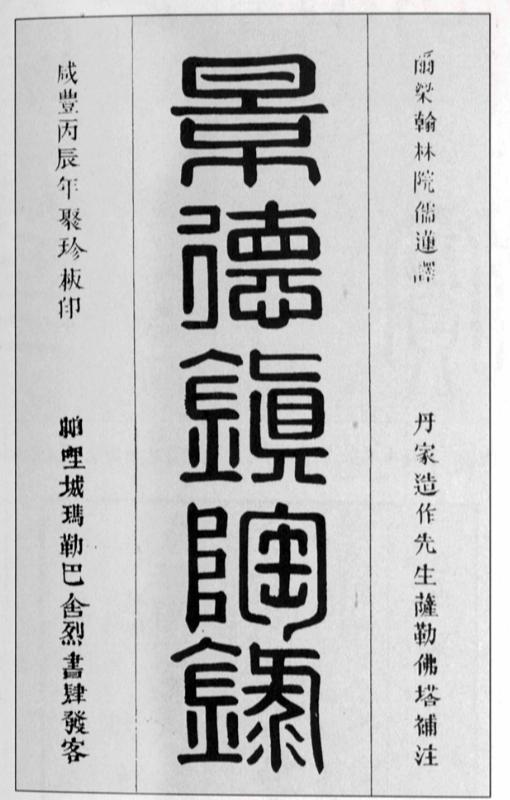
儒莲译 《景德镇陶录》

景德镇陶瓷的历史久远，从古至今，其在世界范围内的影响都非常大。中国及各地大量出土的景德镇陶瓷文物以及收藏界对景德镇瓷器产品的拍卖，印证出景德镇瓷器巨大的历史价值。

## 歷史

### 宋代之前
景德镇的产瓷历史非常久远，但具体到什么时候开始，则有众多版本的说法。有文献认为，景德镇制瓷业可以追溯到战国时期，此时的制瓷业已开始形成；但也有资料引述清代《浮梁县志》的记载云“新平冶陶，始于汉世”，认为景德镇从汉代开始才有陶瓷制作；而江西地方史书《江西通志》则称“镇瓷自陈以来名天下”，认为景德镇的制瓷业从南北朝时期的陈朝开始闻名天下。折衷的说法普遍认为景德镇的陶瓷业从公元一世纪的东汉开始，至南北朝时的陈朝，景德镇的瓷器开始名声在外。景德镇早期制瓷有人物记载的则是东晋时期的官吏赵慨，他后来被景德镇陶工奉为陶瓷界的师祖。景德镇陶瓷生产比较成熟的时期则由唐代开始，此时的瓷器产品已经非常精美，被誉为“假玉器”。据清代《浮梁县志》记载：“武德四年（621年），有民陶玉者，载瓷入关中，称为假玉器，献于朝廷，于是诏仲初等暨玉制器进御”。可见，在唐代时期，景德镇的陶瓷工艺已有较高技术造诣，但真正在品质和规模上走向繁荣是从宋代开始的。

### 宋代
从宋代开始，景德镇成为了瓷器重要的生产基地，宋真宗还将自己的年号“景德”赐给这个产瓷区，并规定在瓷器产品的底部必须写上“景德年制”四个字作为底款，从此景德镇便与中国瓷器联系在一起。宋代是景德镇陶瓷生产的辉煌时期，全国的瓷器生产非常兴旺，所产的青瓷和白瓷具有较高的艺术品位和历史价值，也是景德镇作为中国重要且知名瓷器产地的历史起点；同时，在青白瓷制瓷技艺基础之上的影青瓷则是宋代瓷器的最大亮点，它是青白瓷的创新品种，成功烧制年代在北宋中期，南宋时曾大规模生产，对后世的影响非常深远。在景德镇南郊的湖田窑遗址（现为景德镇湖田古窑遗址博物馆）发掘的宋代时期的青白瓷文物，证明宋代景德镇的制瓷水平已相当成熟。2007年在中国广东省海域打捞出水的宋代商船“南海一号”，就装载有景德镇的青白瓷器，这说明宋代景德镇的瓷器已经通过海运外销。

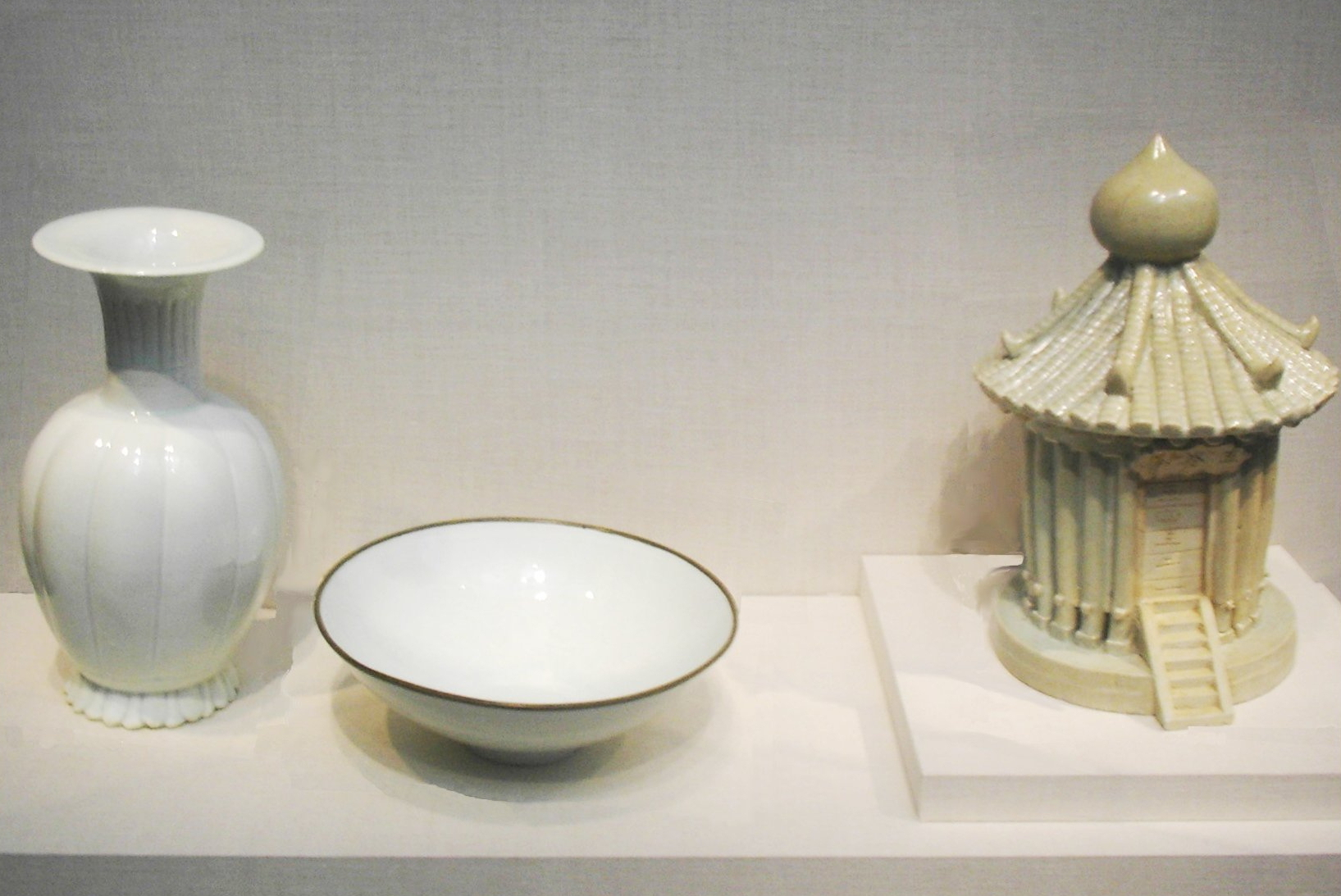
青白瓷，左（北宋），中（北宋或南宋），右（南宋）
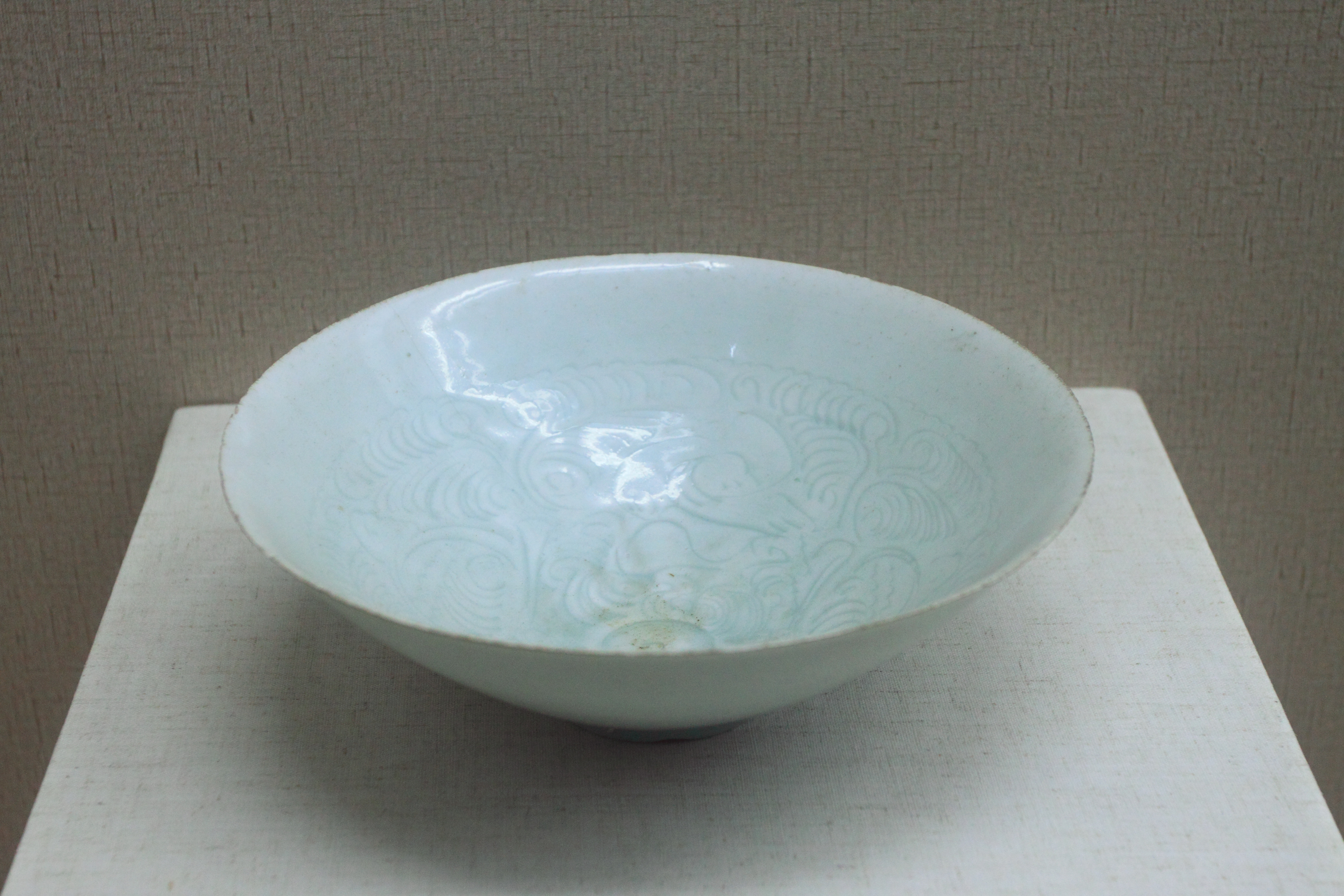
湖田窑青白釉暗花碗，南宋

### 元代
元代景德镇的制瓷水平较宋代空前提高，成为当时全国制瓷技艺最高的窑场，并设有“浮梁瓷局”，主管全镇的陶瓷生产。元朝是中国疆域最辽阔的朝代，这使景德镇瓷器的销售范围空前扩大，瓷器销量也较之前的宋代大大增加。景德镇元代所产的瓷器花色以青花和釉里红为主，但以“元青花”（文物、古董收藏界习惯元朝所产的青花瓷器称为“元青花”）最为著名。元代的青花瓷器的器形主要是大件，包括大瓷盘、大瓷罐、大葫芦瓶、大梅瓶、高足碗等，这些青花陶瓷器物对后世影响极大，其存世或出土的青花瓷极其珍贵，个别品种几乎可以用“价值连城”来描述它的珍贵程度。据媒体报道：2005年7月12日，景德镇产的元青花瓷《鬼谷下山》罐形器物在英国伦敦拍卖，其成交价高达2亿3千万人民币，创世界陶瓷产品拍卖价的历史最高记录。有专家认为，元代青花瓷在中国陶瓷史上具有无法撼动的霸主地位，是中国青花瓷发展阶段的巅峰。

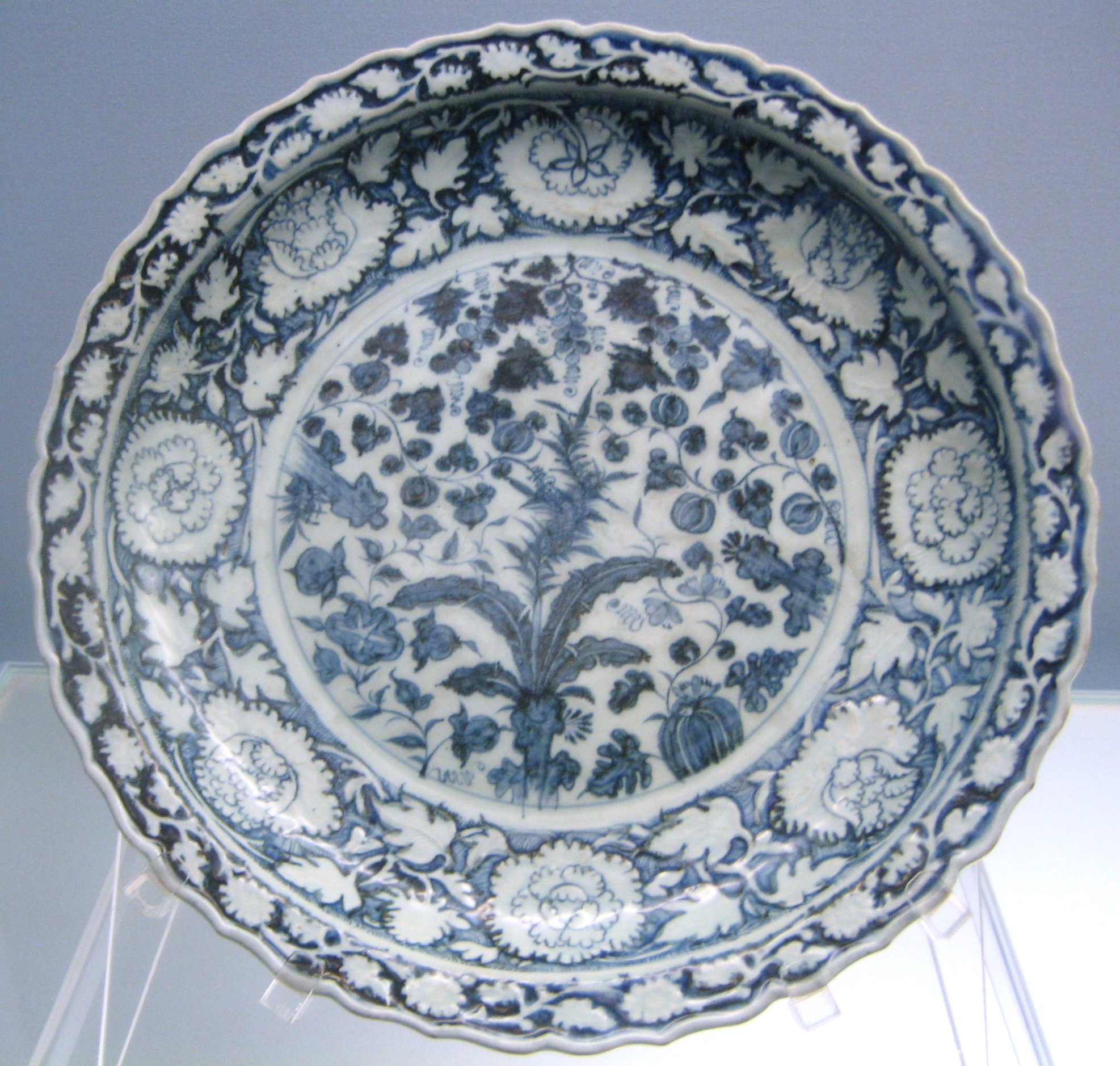
釉下青花大瓷盘，元代
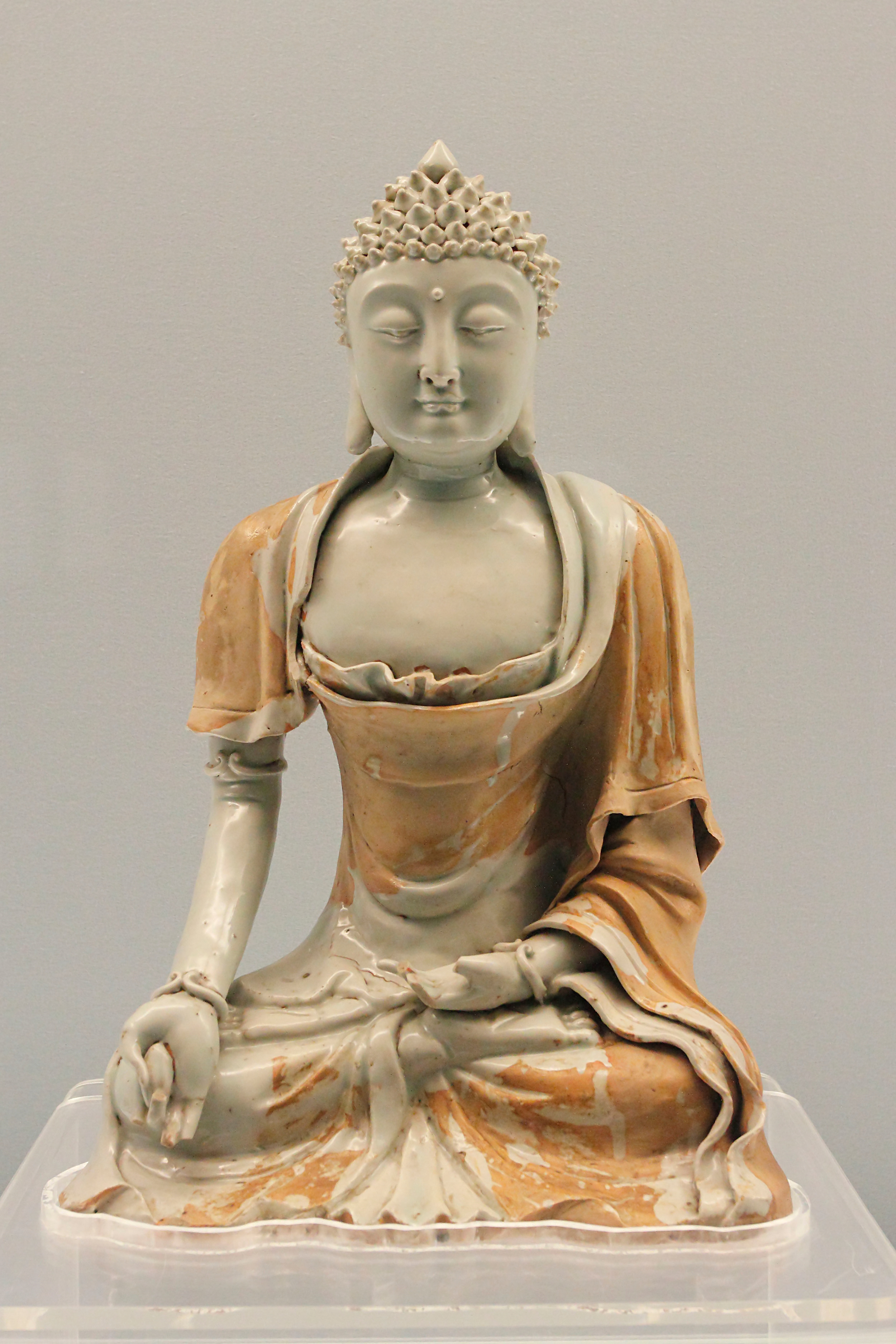
青白釉佛像，元
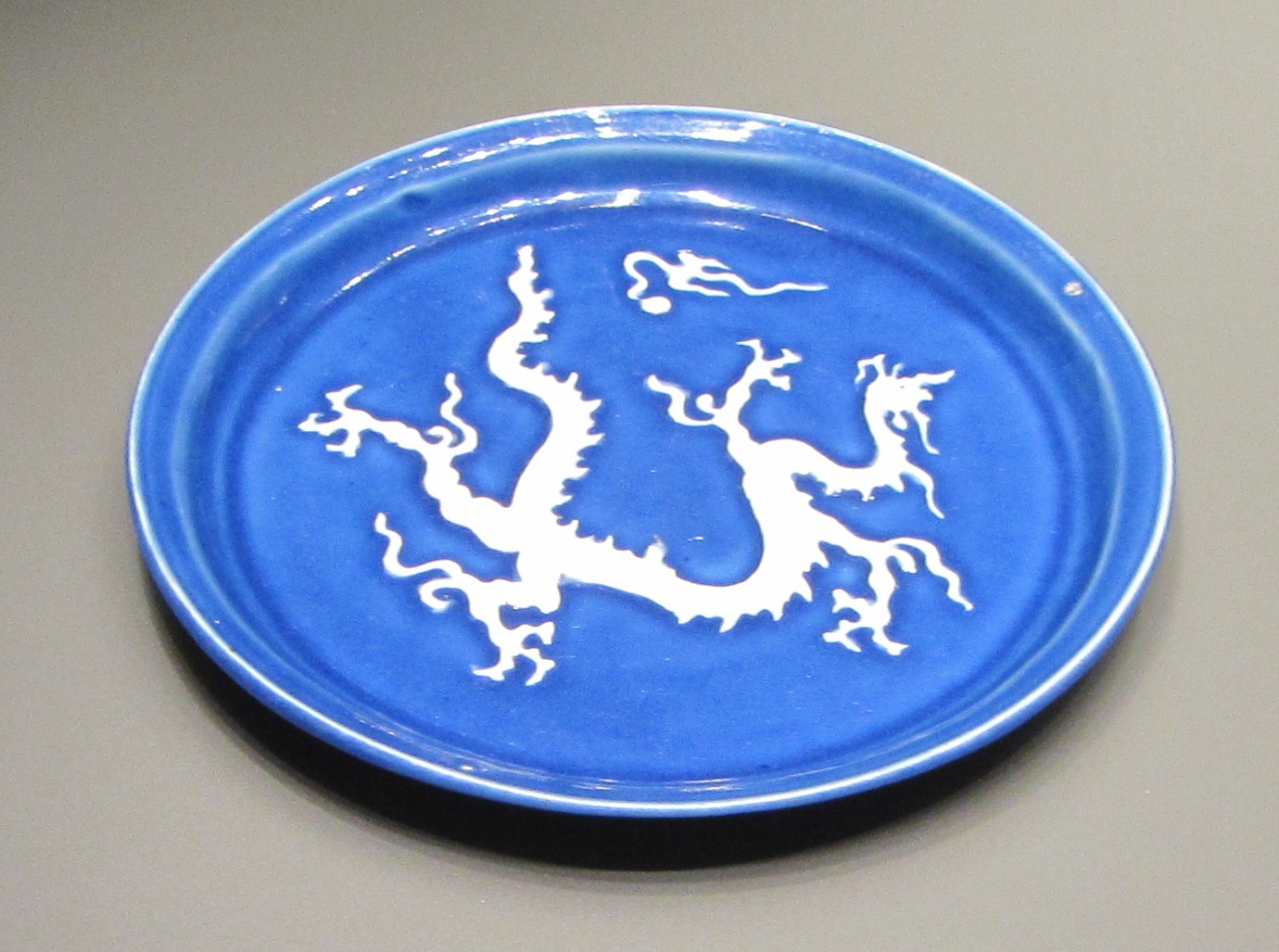
蓝底白龙纹碗，元
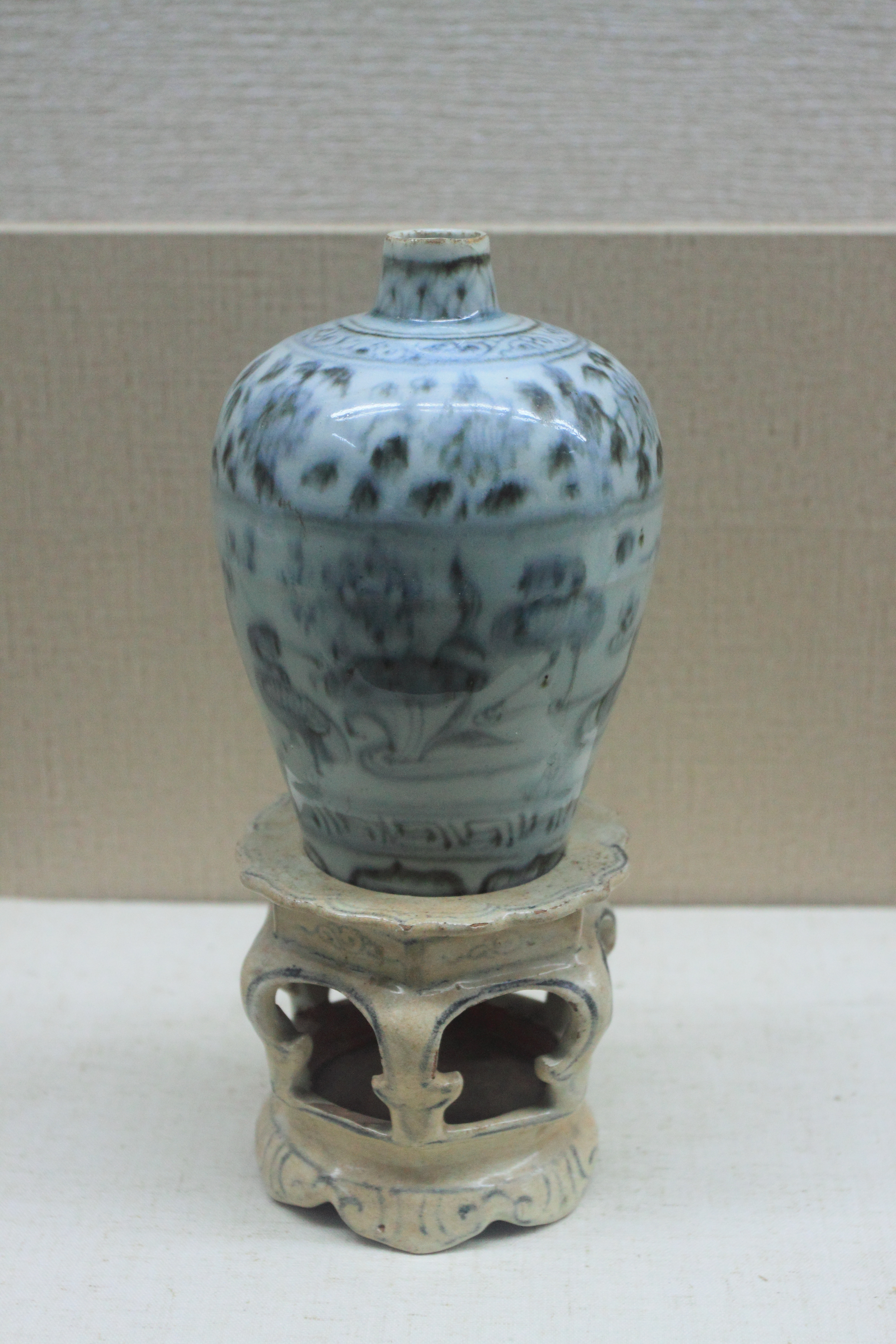
湖田窑青花带座梅瓶，元
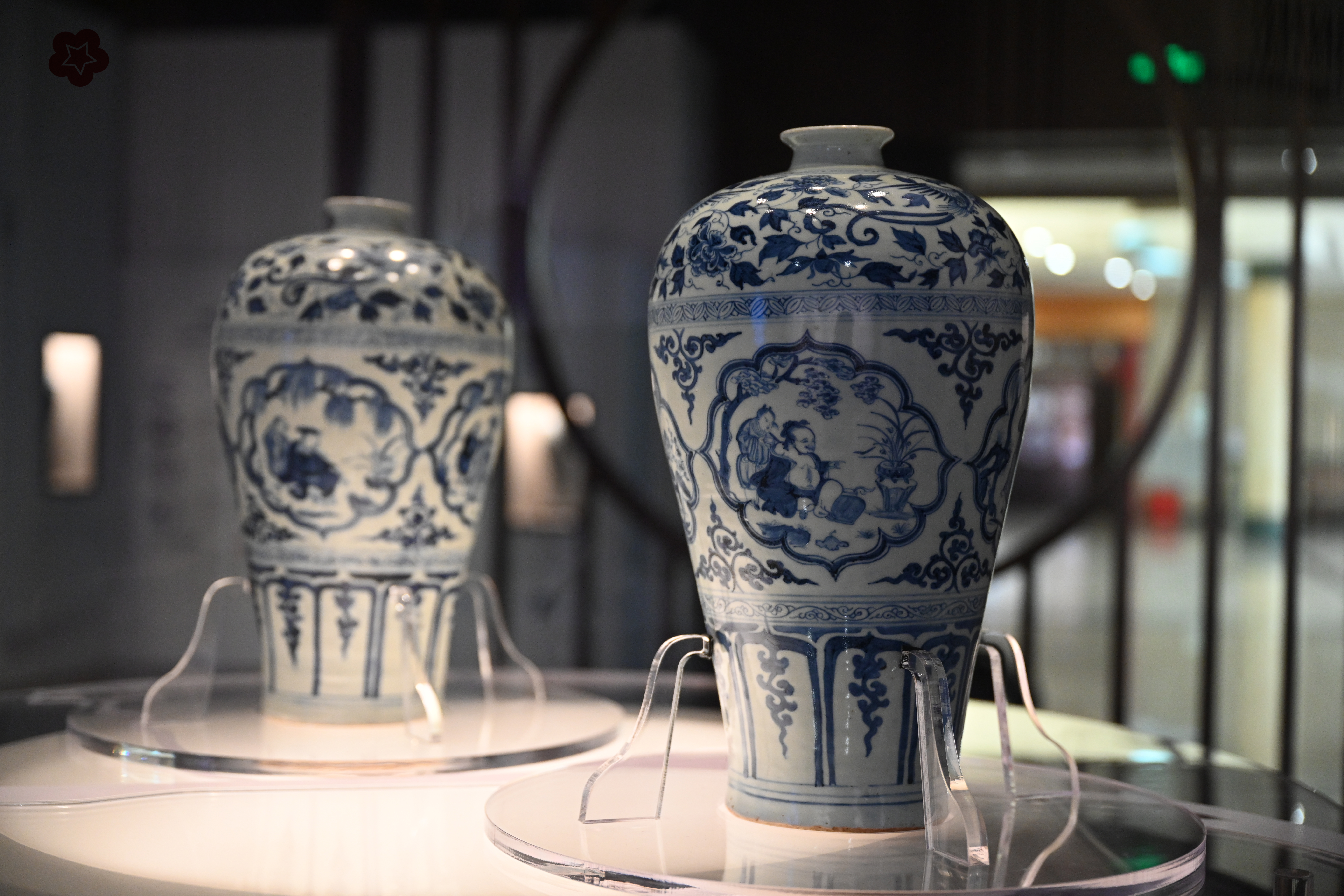
元代青花四爱图梅瓶

### 明代
明清时期，景德镇的陶瓷生产更加完善，成为朝廷宫廷用瓷的重要生产基地。明朝是自古以来景德镇瓷器生产呈现盛事阶段的开始，制瓷技术和瓷器品种均比以前各朝代愈加高超和繁多，专门为朝廷制作瓷器的景德镇御窑厂就是明代设立的。明朝的永乐、宣德青花瓷，成化斗彩瓷，嘉靖、万历的五彩瓷等乃瓷器中的上等精品。明代宦官郑和曾将大量景德镇瓷器销往海外，这对当时及至以后景德镇瓷器的影响非常大。

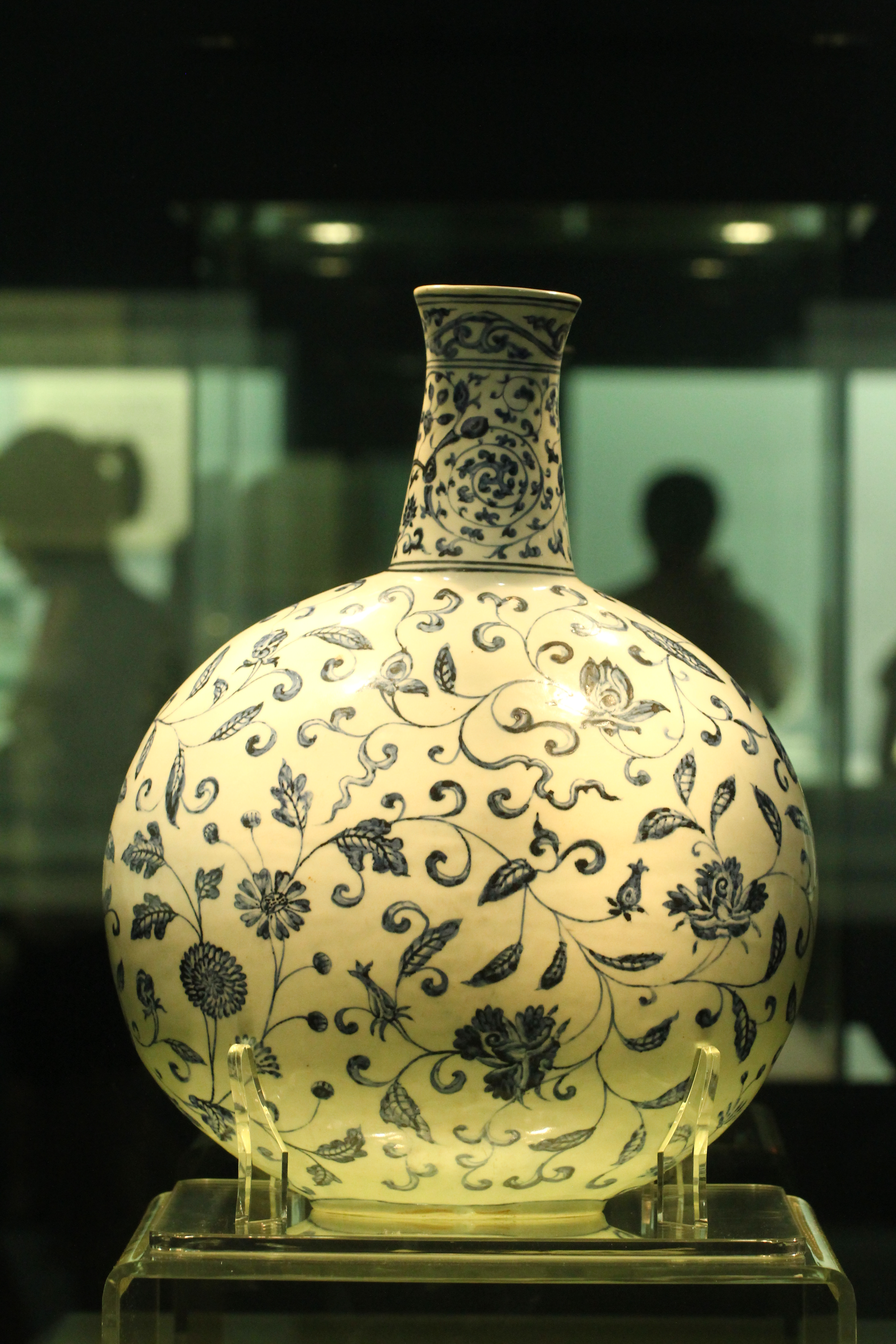
青花缠枝花卉纹扁壶，明永乐
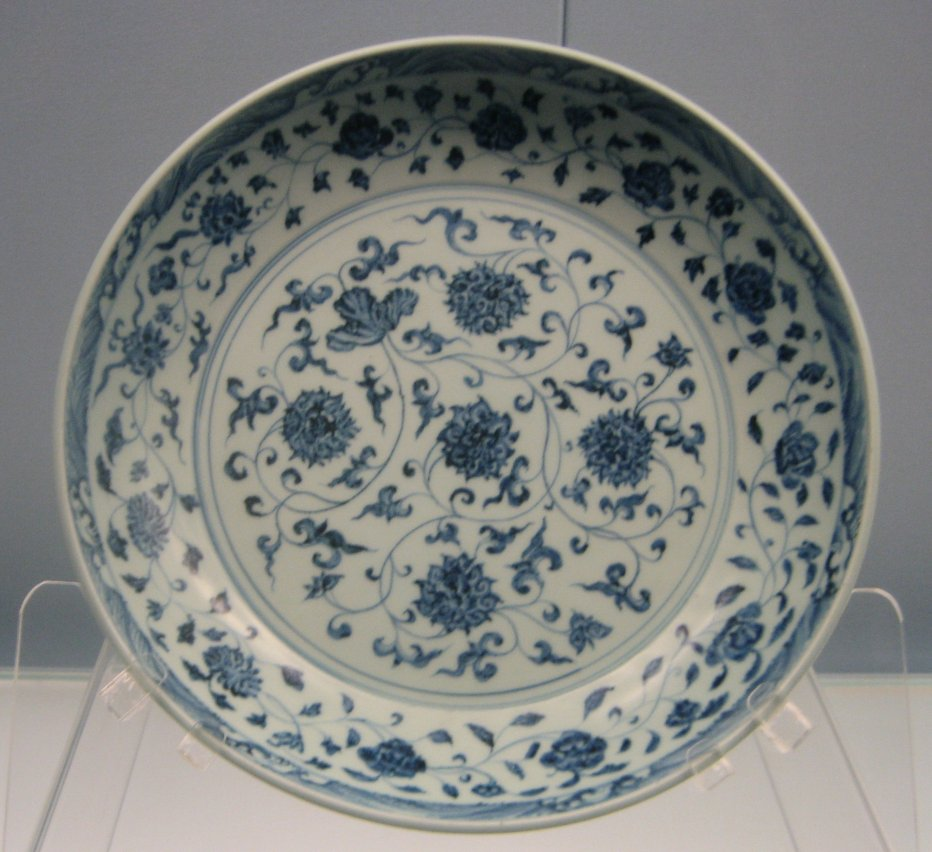
花卉纹碗，明宣德
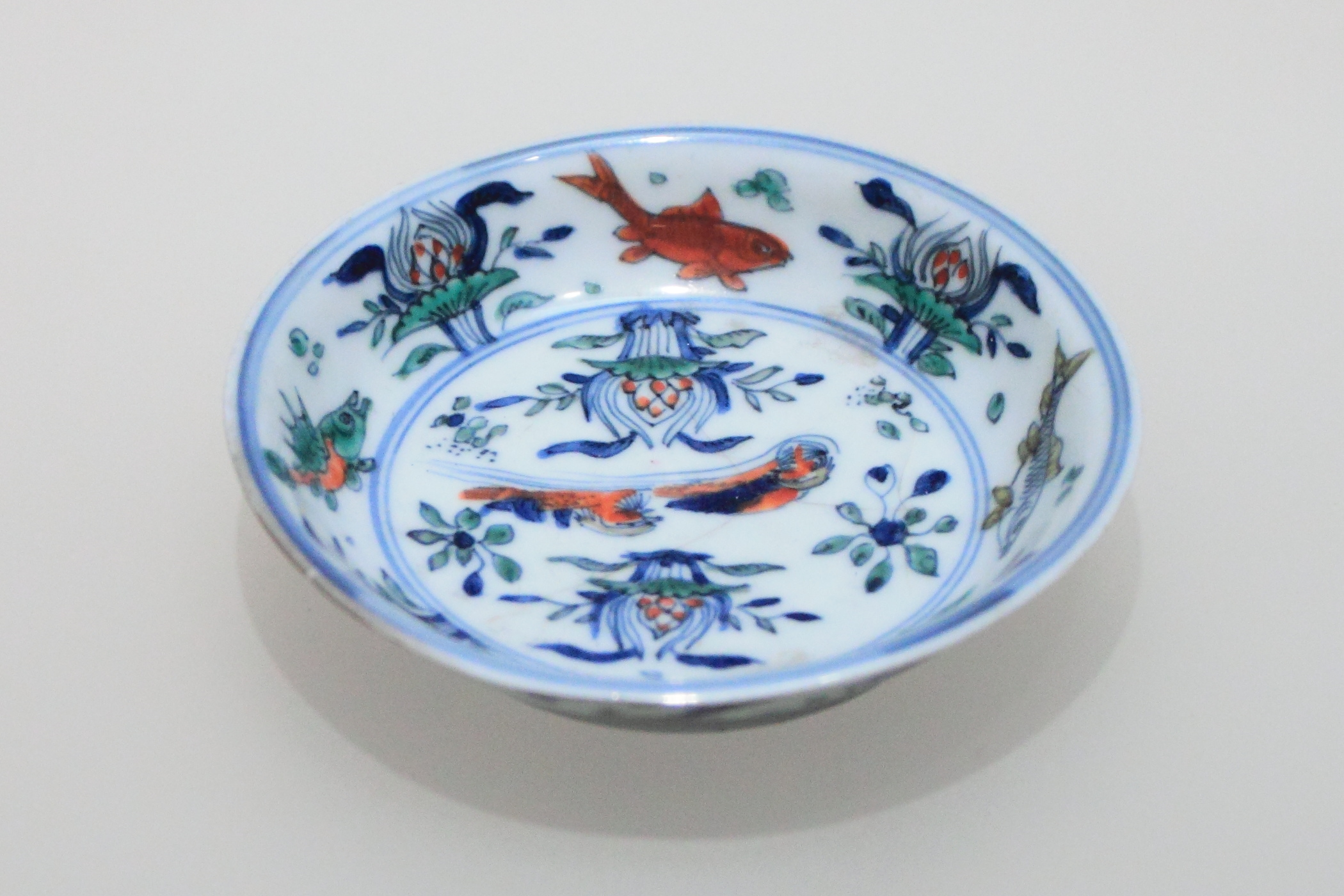
斗彩鱼藻纹小碟，明成化
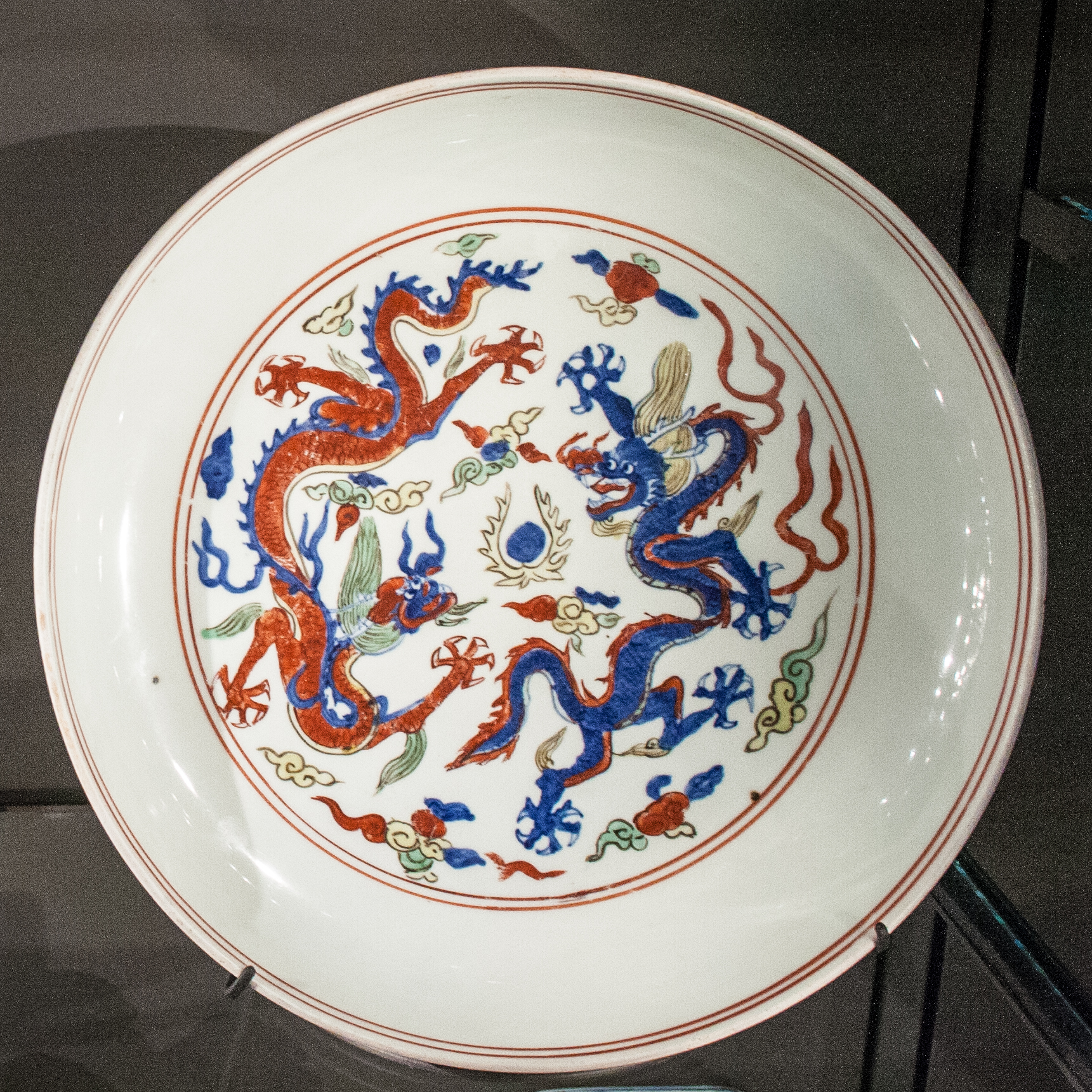
二龙戏珠纹碗，明隆庆
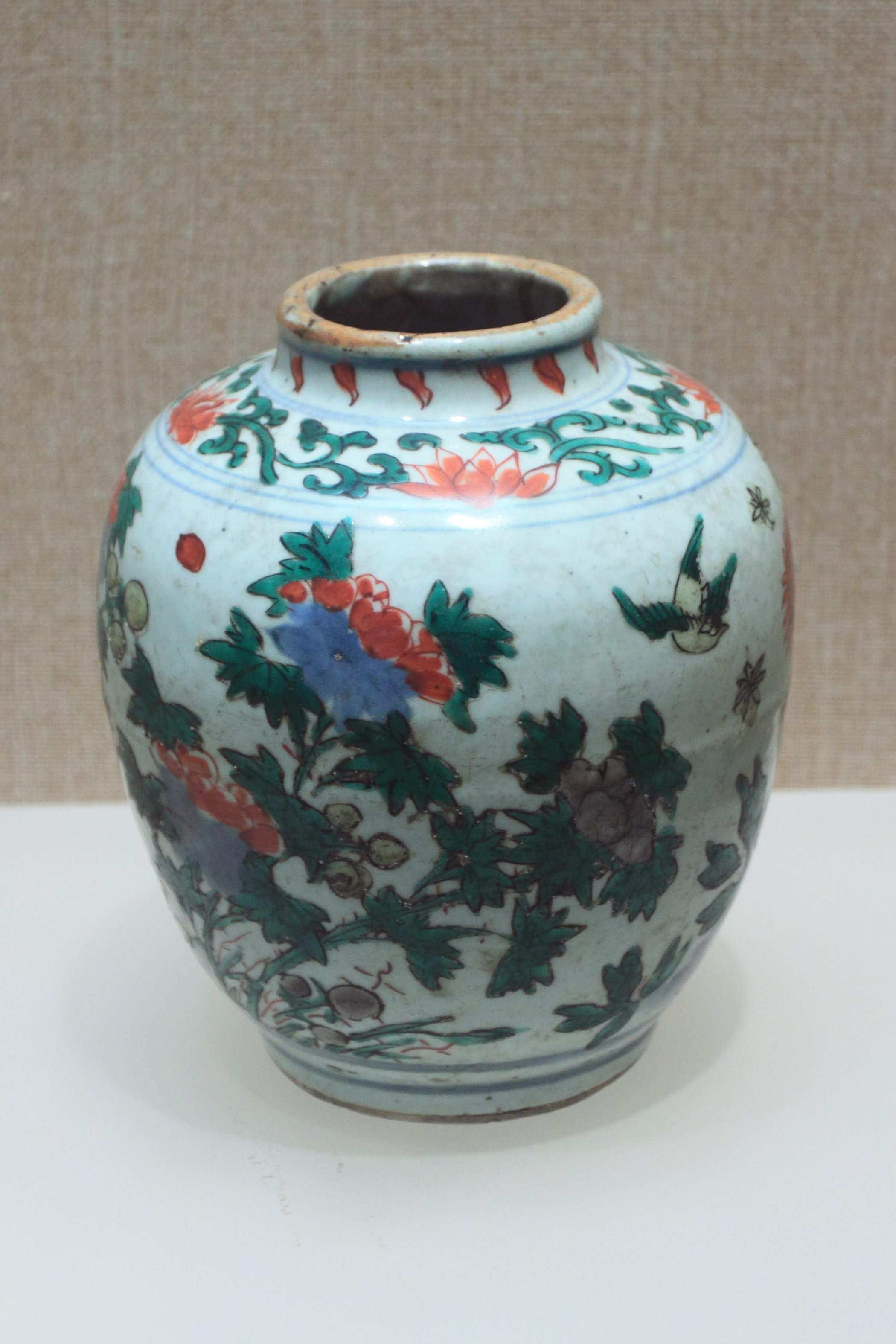
五彩花卉纹罐，明万历

### 清代
景德镇瓷器在清朝时候可谓中国古代陶瓷发展的巅峰。清代朝廷有专门的督陶官专职景德镇的瓷器生产，督陶制度在景德镇的确立使得景德镇瓷器几乎达到了登峰造极的境界。当时的景德镇陶瓷界，除为朝廷制瓷的官窑外，民窑数量也盛事空前。清代早期的青花瓷是当代收藏界的瓷中精品，清粉彩瓷更是陶瓷收藏界不可多得的极品，其珍贵程度甚至可以与元青花瓷叫板，中西手法相结合的珐琅彩也颇负盛名。据清嘉庆《景德镇陶录》记载：“器则美备，工则良巧，色则精全，仿古法先，花样品式，咸月异岁不同矣。而御窑监造，尤为超越前古”，足以说明当时的景德镇瓷器制作达到极高的成就。

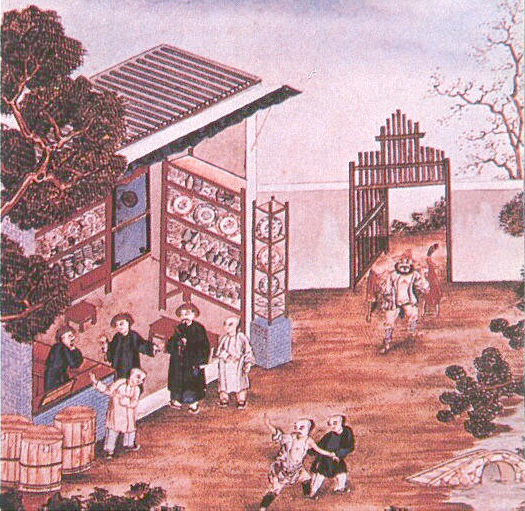
清朝景德镇的瓷器商号
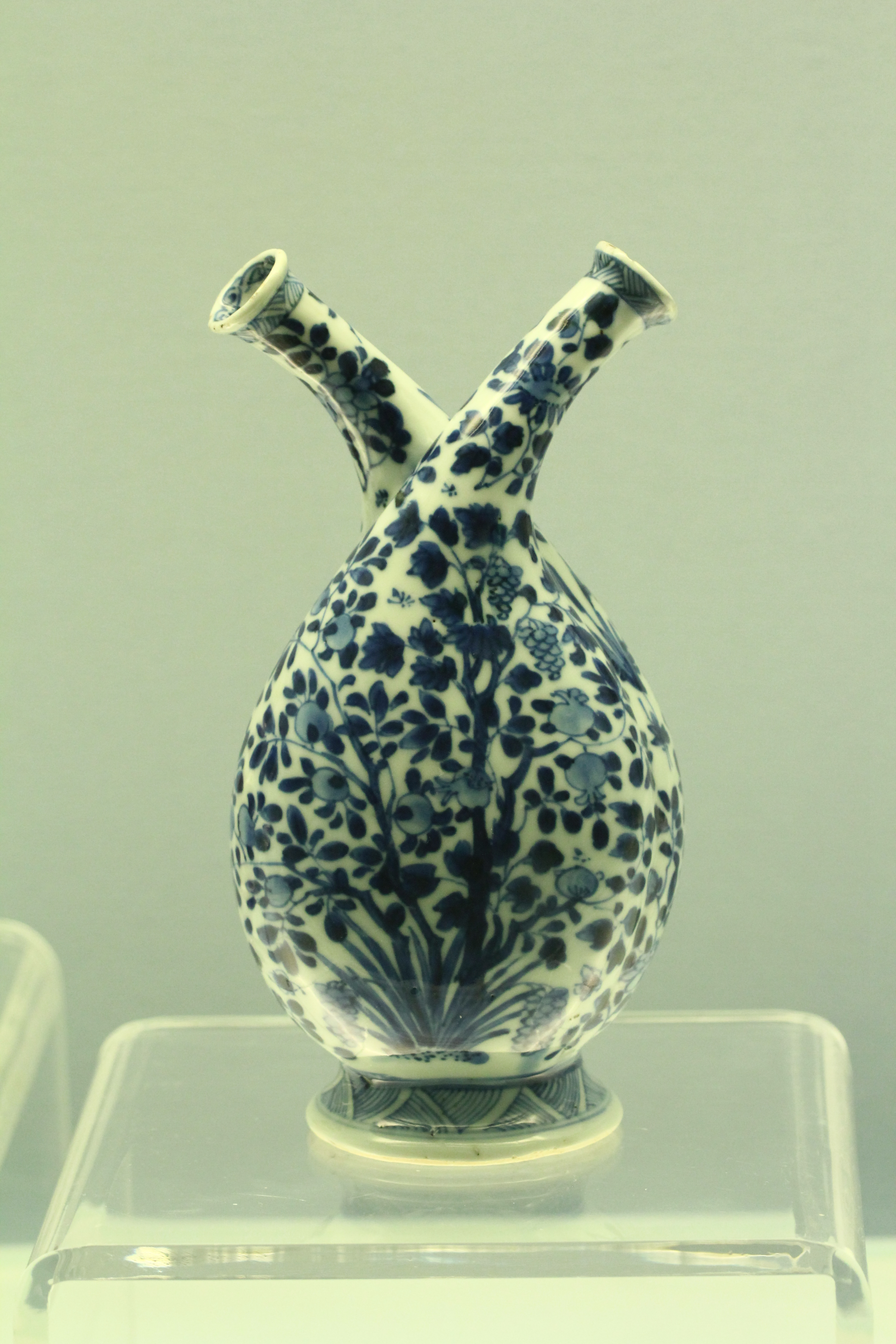
青花果树纹双管瓶，清康熙
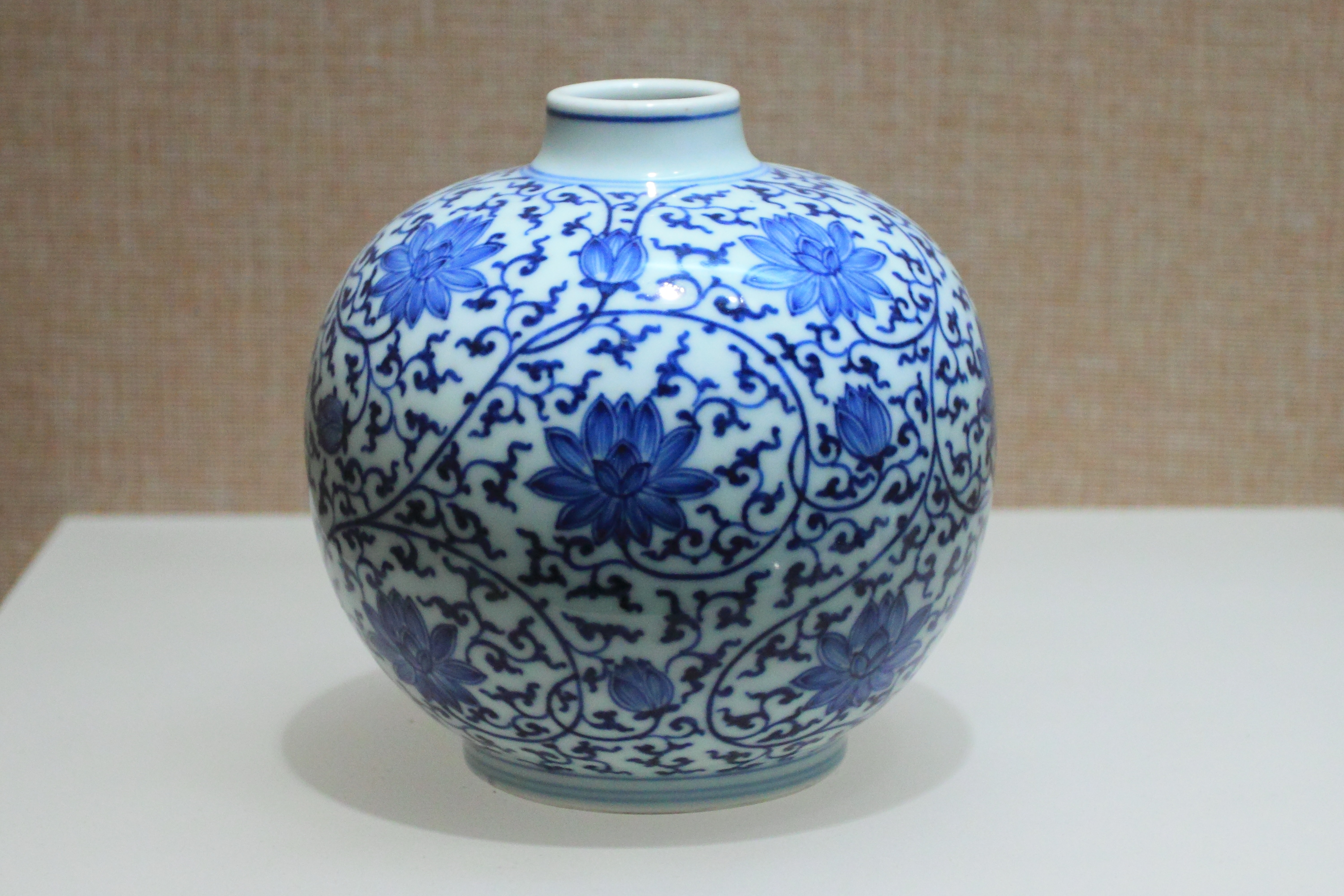
青花缠枝莲纹罐，清雍正
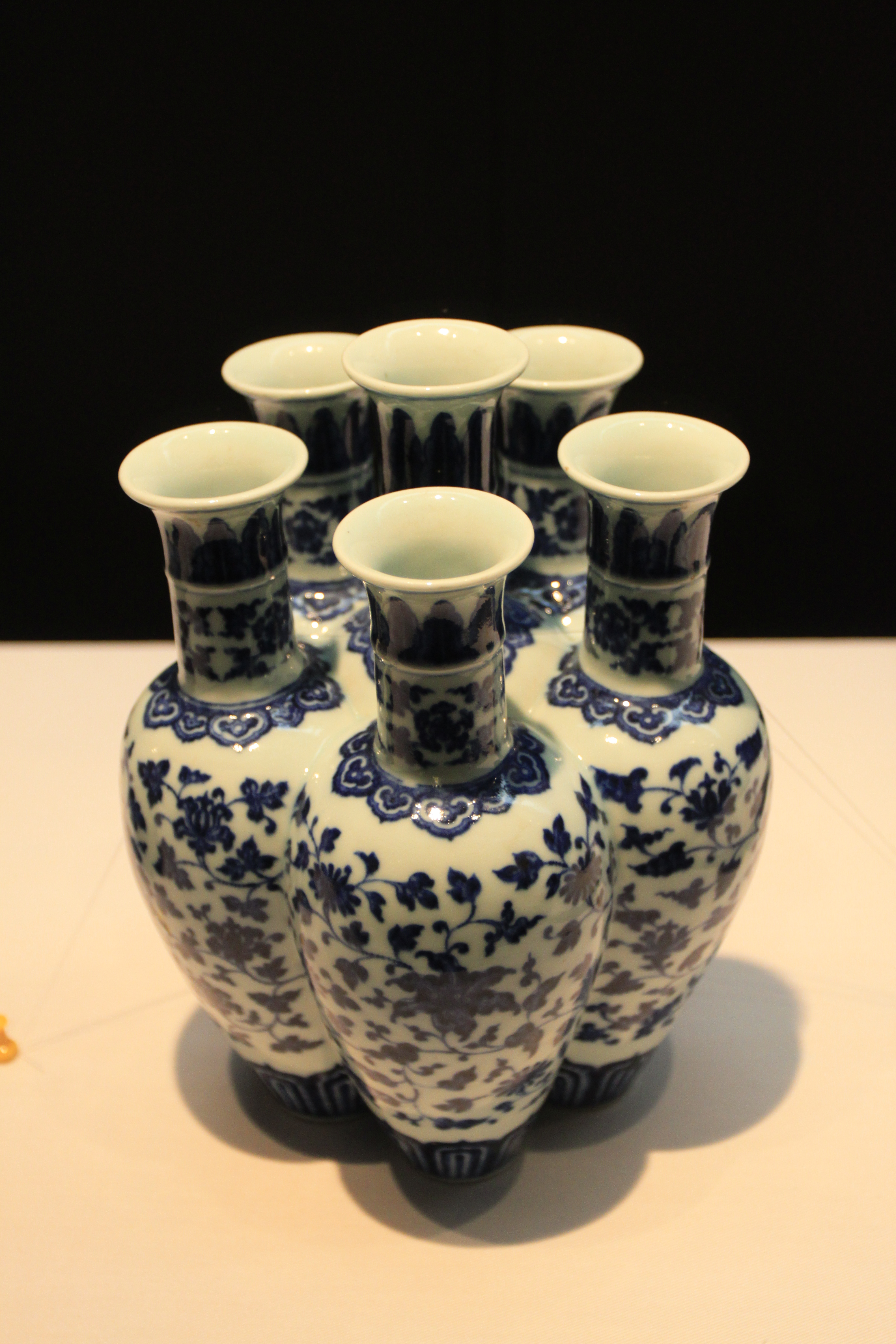
青花六连瓶，清乾隆
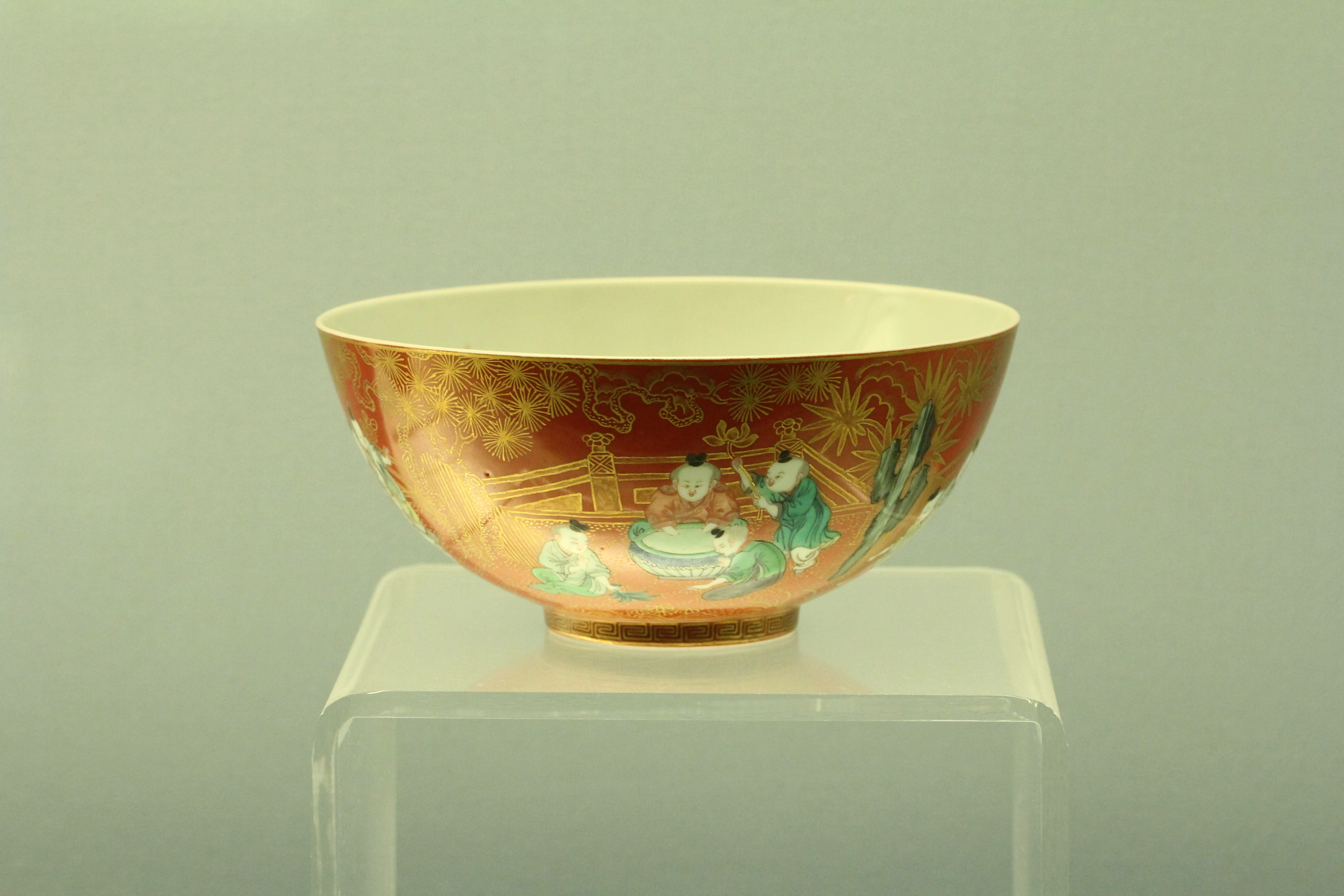
珊瑚红地描金五彩婴戏图碗，清嘉庆
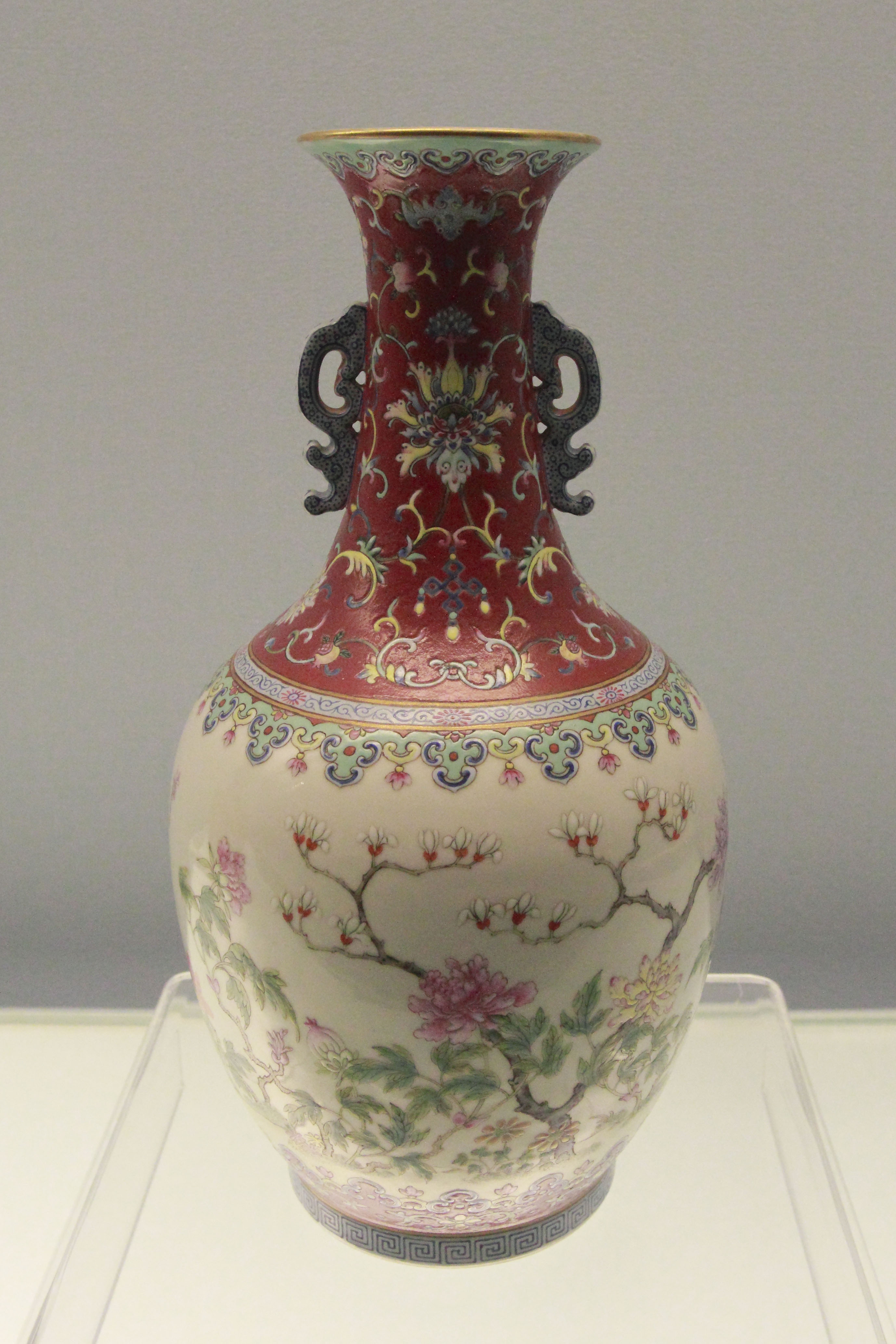
慎德堂款粉彩花卉纹瓶，清道光
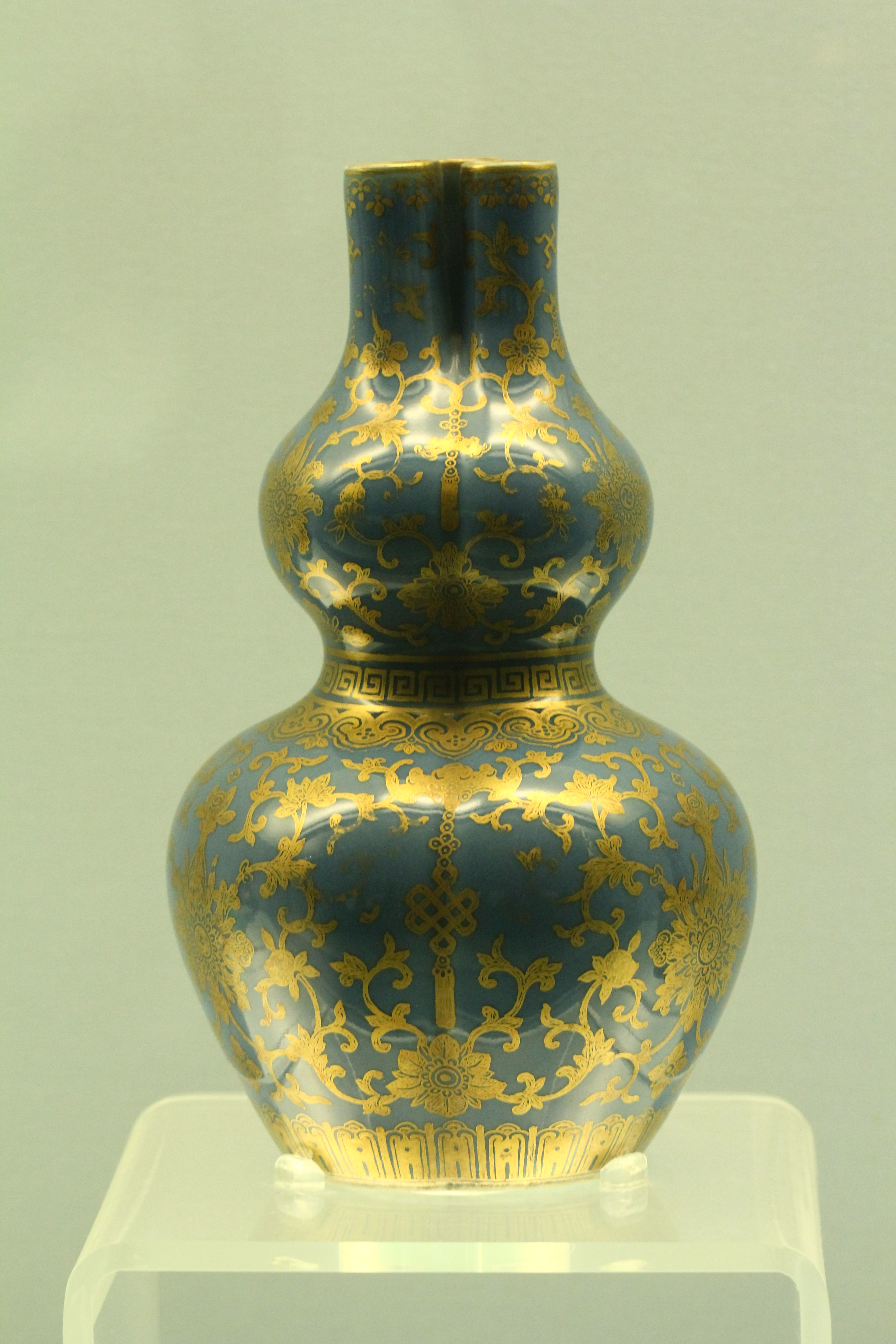
蓝地金彩三管葫芦瓶，清咸丰
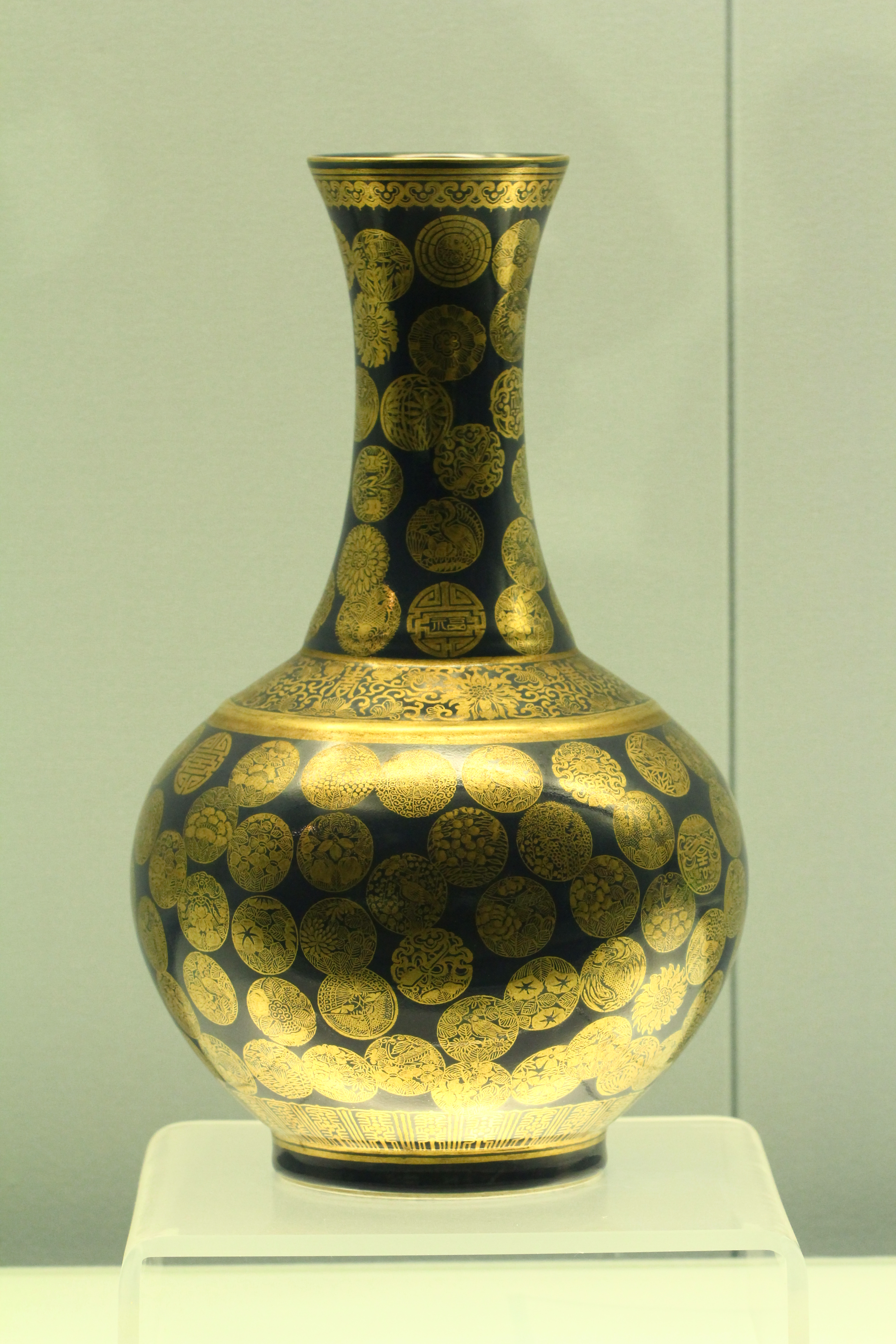
蓝地金彩团花纹瓶，清光绪

### 中华民国大陆时期
中华民国时期，由于长期战乱，社会不稳定，景德镇的陶瓷生产受阻严重，但陶瓷技艺及生产管理仍然在艰难中前进。1929年，中华民国江西省政府成立景德镇陶务局，1930年陶务局的职能由江西省工业试验所取代，1932年成立景德镇陶业实验所，1935年设立景德镇陶务管理局。
民国时期，杜重远对当时的景德镇陶瓷业具有深远影响，他提倡瓷器生产改革，如试行机械化、生产贴花瓷、将传统的木柴烧瓷改为煤炭，这些措施对当时景德镇的陶瓷生产具有极大的促进作用。虽然民国社会不稳定，但在陶瓷界还是涌现出一些优秀陶瓷人才，如在景德镇甚为有名的珠山八友。民国时期的景德镇瓷器，頗負盛名的当属粉彩瓷，它将之前的景德镇粉彩技艺提升到了一个新高度。总之，尽管民国时期的景德镇陶瓷业在技艺上仍在前进，但是整个陶瓷产业却终究受制于战乱因素而萎靡不振。

### 中华人民共和国
1949年4月，中国人民解放军接管景德镇。1950年完成国营景德镇建国瓷业公司的筹建并开始陶瓷产品生产，并对原有陶瓷企业进行社会主义改造，实现合作化和公私合营。1953-1957年景德镇的陶瓷产值为人民币5938万元，超过历史最高水平。1958年，成立专门培养陶瓷人才的景德镇陶瓷学院。1965年，提升陶瓷生产产量和品质的“隧道窑”试制成功，这是景德镇瓷器烧造技术的历史性突破。1994年，景德镇的日用瓷产量为4.01亿件。计划经济时期的景德镇，陶瓷产业呈阶段性兴盛，十大国营瓷厂生产的瓷器产品经常在国内和国际上获奖，如人民瓷厂的青花梧桐中餐具、光明瓷厂的青花玲珑餐具、建国瓷厂的釉色瓷等。文革时期，景德镇也曾大量烧制毛泽东像章、坐像以及有浓郁政治色彩的瓷板画。

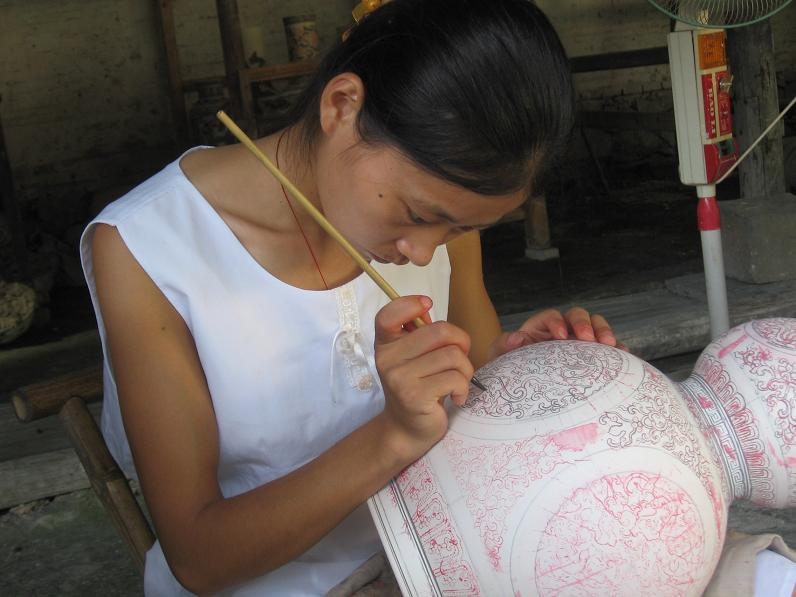
当代景德镇瓷器生产车间的彩绘女工
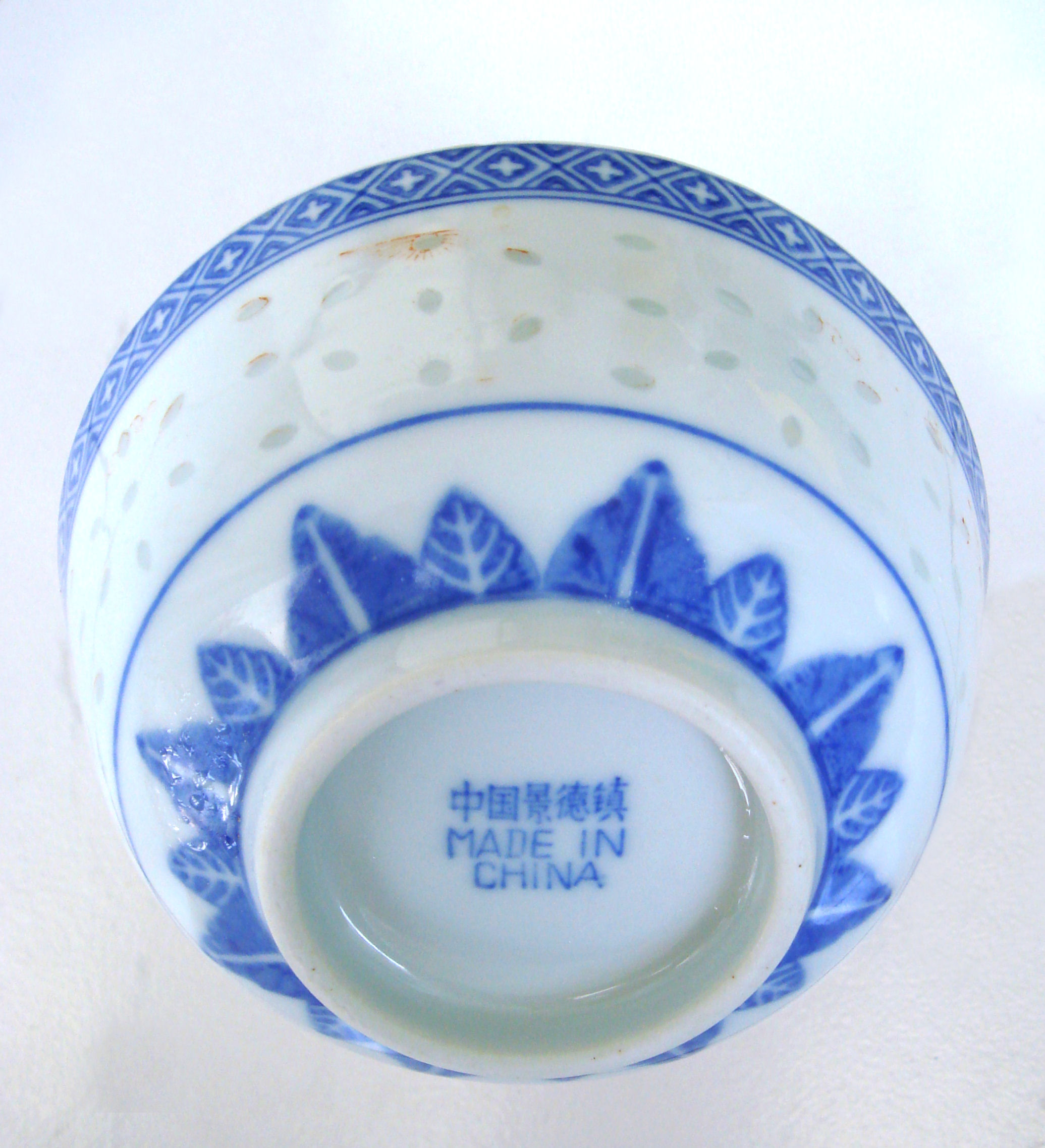
当代生产的瓷碗，标有“中国景德镇”和“MADE IN CHINA”